# Eriopyga limonis
Eriopyga limonis är en fjärilsart som beskrevs av William Schaus 1911. Eriopyga limonis ingår i släktet Eriopyga och familjen nattflyn. Inga underarter finns listade i Catalogue of Life.